# Рана јесен
Рана јесен је југословенски филм први пут приказан 22. новембра 1962. године. Режирао га је Тома Јанић а сценарио су написали Ирма Флис, Тома Јанић и Миленко Мисаиловић.

## Радња
Ева Гал, професорка, после развода, сву љубав посвећује ћерки Тањи. Када у Евин живот уђе мушкарац за којег се емоционално веже, љубоморна и себична Тања почиње стварати инцидентне ситуације.

## Улоге
| Глумац             | Улога                                 |
| ------------------ | ------------------------------------- |
| Миха Балох         | Саша                                  |
| Мира Сардоч        | Ева                                   |
| Соња Турк          | Тања                                  |
| Сима Јанићијевић   | Отац                                  |
| Весна Проданов     | Комшиница (као Весна Сентин-Проданов) |
| Никола Јанић Кокан |                                       |
| Бранко Боначи      | Професор                              |
| Ирена Јовановић    |                                       |

Остале улоге  ▼
| Глумац           | Улога                  |
| ---------------- | ---------------------- |
| Мелита Јураковић |                        |
| Зорка Којева     |                        |
| Ангел Паласев    | Средњошколац           |
| Бранка Стрмац    | Професорка             |
| Ивица Видовић    | Пепи, средњошколац     |
| Сека Врца        |                        |
| Бранка Зорић     | (као Бранислава Зорић) |